# Одринска българска католическа девическа гимназия
Одринската българска католическа девическа гимназия „Мария Лурд“ е създадена през 1881 година от т. нар. „Загребски сестри“.
Обучението в прогимназиалния и гимназиалния курс се води на немски език. Изучавт се също българска литература и българска история.
Училището е със статут на педагогически лицей, поддържан от Загребските сестри на милосърдието на св. Викенти от Пола, познати в България като Сестри Аграмки. Сравнен с българските училища, лицеят е непълна гимназия, чиито последни 3 класа са с педагогически профил.
През учебната 1911 – 1912 г. в училището учат 202 девойки, от които 70 българки. Учителският персонал се състои от 12 монахини и 4 други преподаватели. Монахините са предимно хърватки и словенки.